# Karel Bačer
Karel Bačer, slovenski profesor na srednjih šolah, literarni zgodovinar, knjižničar * 13. maj 1917, Zadar, † 5. avgust 2008, Šmarjeta. 
Rodil se je v Zadru v družini nižjega uradnika Viktorja Bačerja iz Zagraja in Štefaniji Pelikan iz Mirna pri Gorici. Osnovno šolo in gimnazijo je obiskoval v letih 1923-1937. Leta 1940 je diplomiral iz slavistike na Filozofski fakulteti v Ljubljani. V letih 1944-1964 je poučeval na ljubljanski klasični, potem pa na novomeški gimnaziji, tu tudi na učiteljišču, ter se uveljavil kot vrhunski pedagog. Poučeval je tudi na raznih tečajih (za učitelje, oficirje itd.) in bil član izpitnih komisij. Od 1964-1970 je bil pedagoški svetovalec pri zavodu za prosvetno-pedagoško službo v Novem mestu, nato je do 1984 delal kot knjižničar v novomeški Študijski knjižnici Mirana Jarca in pomembno prispeval k njenemu razvoju. Na začetku je pisal pesmi, kasneje pa je objavljal literarnozgodovinsko gradivo. Raziskoval je kulturno preteklost Dolenjske in ljudsko slovstvo. Izdal je monografijo Iz dolenjske preteklosti : literarnozgodovinski in etnološki zapiski.(COBISS) Pomembno je tudi njegovo Gradivo za dolenjski biografski leksikon (COBISS). Njegova bibliografija obsega 21 zapisov.